# Dragan Škorić
Pour les articles homonymes, voir Škorić.
Dragan Škorić (en serbe cyrillique : Драган Шкорић ; né le 16 septembre 1937 à Vedašić près de Korenica) est un ingénieur agronome et un généticien serbe. Il est membre de l'Académie serbe des sciences et des arts et membre de la Section de Novi Sad de l'Académie serbe des sciences et des arts.
Ses domaines de recherches sont le génie agricole et, plus particulièrement, la génétique des plantes.

## Biographie
Né à Vedašić près de Korenica, aujourd'hui en Croatie, Dragan Škorić termine ses études élémentaires à Bački Brestovac et ses études secondaires à Sombor. En 1963, il obtient un diplôme de la Faculté d'agriculture de l'université de Novi Sad avec un sujet principal sur les grandes cultures. En 1964, il devient assistant à l'Institut de recherche agronomique de la ville et travaille sur la culture sélective des tournesols. En 1968, il obtient un master de la Faculté d'agriculture de Novi Sad et, en 1975, un doctorat de la même faculté avec une thèse portant sur la génétique et la culture sélective des tournesols (Les possibilités d'exploitation de l'hétérosis sur la base de la stérilité mâle chez le tournesol).
En 1978, Škorić devient professeur assistant à la Faculté d'agriculture de Novi Sad, en 1983 professeur associé et en 1990 professeur titulaire à la même faculté.
De 1980 jusqu'à sa retraite en 2006, il a été le chef du Département des oléagineux de l'Institut des grandes cultures et des cultures maraîchères à Novi Sad. Il a été membre du Conseil pour le développement scientifique et technologique de la République de Serbie et, entre 2003 et 2006, directeur du Programme de biotechnologie et d'agroindustrie.
En 2003, Dragan Škorić a été élu membre correspondant de l'Académie serbe des sciences et des arts et, en 2009, membre titulaire de cette académie.
Škorić est marié et père de deux enfants.

## Récompenses
Dragan Škorić a obtenu de nombreuses récompenses nationales et internationales, dont la plus importante est le prix Pustovoit, décerné par l'International Sunflower Association (ISA) en 1988 pour sa contribution remarquable au développement de la science. En 1981, il a reçu le prix Kiváló Munkáért, attribué par le ministère hongrois de l'Agriculture. En 1987, il a reçu le Certificate of Appreciation, décerné par le Département de l'Agriculture des États-Unis (USDA) pour le succès de projets menés en commun, en 2005 le prix de l'Amitié du gouvernement de la province de Jilin, en Chine, et, en 2006, le prix de l'Amitié décerné par le gouvernement chinois. En 2000, il a reçu le Diplôme de la société internationale Pioneer Hi-Bred pour sa contribution au progrès de la génétique du tournesol à un niveau international.
En 1988, du temps de la République fédérative socialiste de Yougoslavie, il a été décoré de l'Ordre du Mérite pour le peuple avec étoile d'argent.